# Anomobryum marginatum
Anomobryum marginatum är en bladmossart som beskrevs av Hugh Neville Dixon och Badhwar 1938. Anomobryum marginatum ingår i släktet Anomobryum och familjen Bryaceae. Inga underarter finns listade i Catalogue of Life.